# ラキア (小説)
『ラキア』は、周防ツカサ/著、久麻/イラストによる日本のライトノベル。電撃文庫（メディアワークス）より2006年9月から刊行されている。

## ストーリー
ループ世界、並行世界を取り扱っている。ふとした切っ掛けで並行世界に移動した人々の物語。

## 登場人物
ラキア
平行世界に移動した人々の前に現れる謎の少女。
衣装は黒く、髪の毛も黒い。正体は不明。迷い込んだものに忠告を行う。

### ベース世界の人間
長戸貴壱
ループ世界にまき込まれた。
上木麻衣
ループ世界にまき込まれた。
菅原
ループ世界にまき込まれた。
宮平亮介
ループ世界にまき込まれた。
秋野美和
ループ世界にまき込まれた。
若月信司
ループ世界にまき込まれた。
黒子沙貴子
ループ世界にまき込まれた。ループ世界にいる間中ずっと自殺を繰り返していた。
三尾由佳
ループ世界にまき込まれた。作中で唯一並行世界にいる間にラキアのことを調べた人物。
名村哲平
フリップ世界にまき込まれた。
桐沢弥生
フリップ世界にまき込まれた。

### ループ世界の人間
寺西
ループ世界の人間。長戸のクラスメイト。
佐伯
ループ世界の人間。科学部副部長。
田島
ループ世界の人間。宮平の友人
寺西恭二
ループ世界の人間。三尾由佳と同棲している

### フリップ世界の人間
角屋宗太
フリップ世界の人間。
中村
フリップ世界の人間。
松川
フリップ世界の人間。
吉野
フリップ世界の人間。

## 用語
スプリット宇宙
現在の宇宙が始まる時点で物理的に分離したもの。
ベース世界
普通の世界。
ループ世界
同じ日を繰り返す世界
フリップ世界
時間が逆行する世界

## 既刊一覧
- 周防ツカサ（著）・久麻（イラスト）、メディアワークス〈電撃文庫〉、既刊2巻（2006年9月10日現在）
  - 『ラキア』、2006年6月10日発売[1]、ISBN 978-4-8402-3445-0
  - 『ラキアII』、2006年9月10日発売[2]、ISBN 978-4-8402-3558-7